# Guerra Luso-Bijapur (1523-1524)
A Guerra Luso-Bijapur de 1523 a 1524 foi um conflito armado entre Portugal e o Sultanato de Bijapur, governado pela dinastia dos Hidalcães. O sultão de Bijapur, Ismael Adil Xá, mandou invadir os distritos de Bardez, Salcete e Pondá em 1523 e, para não prolongar as hostilidades, o governador da Índia D. Duarte de Meneses aceitou reconhecer-lhe a posse.

## História
Em 1510, o governador Afonso de Albuquerque conquistou Goa ao Sultanato de Bijapur e, em 1520, os portugueses ocuparam Bardez, Salcete e Pondá, quando estalou a guerra entre Bijapur e o Reino de Bisnaga pela posse do território conhecido como o Doab de Raichur.
Em 1520, o imperador de Bisnaga, Krishnadevaraya, cercou a fortaleza de Rachol, em Salcete, com o apoio de 20 mercenários portugueses e, apesar do Hidalcão ter vindo em auxílio da fortaleza, o seu exército (que também incluía 40 mercenários portugueses) foi derrotado em batalha. O distrito de Rachol foi ocupado por Krishnadevaraya e cedido aos portugueses.
Um destacamento hindu de 8000 homens partiu então a anexar os restantes distritos. Sem homens para os defender, o senhor muçulmano local solicitou ao capitão português de Goa Rui de Melo que o ajudasse a repelir o ataque ou tomasse posse daquelas terras, na esperança de manter os seus rendimentos. O capitão ocupou os distritos com alguma cavalaria e infantaria e os hindus retiraram-se.
Os territórios do continente foram recuperados pelo Hidalcão entre 1523 e 1524. Em 1523, o tanadar-mor Fernão Annes de Souto-Maior foi atacado e cercado durante dois dias no grande templo fortificado de Mardol por uma força de 5000 homens enviada pelo Hidalcão. Após a chegada de António Correia com reforços, deu-se um breve combate mas o governador da Índia D. Duarte de Meneses decidiu abandonar aquelas terras em troca da paz com o Hidalcão.